# Euophrys mapuche
Euophrys mapuche is een spinnensoort in de taxonomische indeling van de springspinnen (Salticidae).
Het dier behoort tot het geslacht Euophrys. De wetenschappelijke naam van de soort werd voor het eerst geldig gepubliceerd in 1968 door María Elena Galiano.